# Eme-tiolato

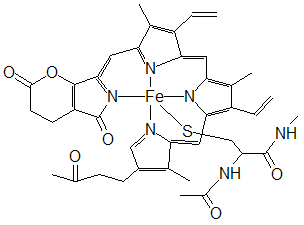
Il gruppo prostetico eme-tiolato

Si definisce eme-tiolato un gruppo prostetico composto da un gruppo eme in cui l'atomo di ferro coordinato è legato non covalentemente allo zolfo di un residuo cisteinico.
Tale gruppo è altamente conservato in numerose proteine (definite spesso proteine eme-tiolate), tra cui tutta la superfamiglia degli enzimi citocromo P450 (le prime proteine in cui è stato individuato) e la ossido nitrico sintasi, presenti in animali, piante e microorganismi.
Sebbene tali proteine siano principalmente coinvolte in reazioni monossigenasiche, proteine contenenti tale gruppo prostetico possono avere diverse altre funzioni: in Caldaryomyces fumago l'eme-tiolato è contenuto nella cloroperossidasi; in diversi animali è presente nella eIF2α chinasi ed in un batterio (Rhodospirillum rubrum) nella CooA, dove opera come sensore rispettivamente per l'ossido nitrico e per il monossido di carbonio, avviando la risposta biologica ai due gas; la molecola è infine presente nella cistationina p-sintasi, dove ha un ruolo ancora sconosciuto.